# Локалитет на потесу Лигата
Локалитет на потесу Лигата се налази у месту Доње Становце, општина Вучитрн, на око 50 метара од обале Лаба. Период градње је измњђу 200. и 400. године.
На локалитету су откривени остаци покретног археолошког материјала, који се датује у период 3. и 4. века.
Заступљени су фрагменти римске опеке, керамике и архитектонске пластике, као и камени блокови великих димензија. Претпоставља се да је овде постојала грађевина већих димензија.